# سد ملک فهد
سد ملک فهد (به عربی: سد الملک فهد بن عبد العزیز) یک سد وزنی در عربستان سعودی است که در Bisha, 'Asir Region واقع شده‌است.